# Lancia
A Lancia (ejtsd: 'lancsa', 'i' nélkül!; jelentése itt: lándzsa) olasz autómárka. A gyárat eredetileg Vincenzo Lancia alapította 1906-ban.

## Története

### A Lancia család
Vincenzo Lancia (e: 'vincsenco') 1881. augusztus 24-én született az olaszországi Val Sesia tartomány Fobello nevű falujában a vagyonát a konzerviparban szerzett Giuseppe Lancia nemesember fiaként.
Mivel meglehetősen jómódúak voltak, Vincenzo családja a nyarat fobellói villájukban, míg az év többi részét Torinóban, a corso Vittorio Emanuelén található házukban töltötte. Lancia lovag mind a négy gyermeke – Giovanni, Arturo, Maria és a kedveskedve Censinnek becézett Vincenzo – számára eltervezte a jövőt. Vincenzót ügyvédnek szánta.
Azonban az iskolában „Censin” katasztrofálisan szerepelt. Az esze nyilvánvalóan megvolt hozzá, de egyszerűen nem vette elég komolyan a tanulást. Lusta volt, és figyelmét könnyen elvonták más dolgok, míg végül apja vonakodva bár, de felhagyott a gondolattal, hogy ügyvédet neveljen belőle. Ehelyett tizenkét éves korában kollégiumba küldték abban a reményben, hogy legalább könyvelői végzettséget szerez.

### Tanulmányok és motorok
Az ifjú Vincenzo figyelmét azonban elvonta a tanulmányoktól a Ceirano fivérek által a családi otthon udvarán nyitott műhely, ahol kerékpárokat készítettek, és árultak Welleyes név alatt, mivel abban az időben az angol nevek jobban csengtek a sznob közönség számára. Censin rendszeresen megfordult a Ceirano-műhelyben, s hamarosan szerelőtanonc lett belőle.
Amikor a testvérpár végül elkezdett dolgozni első automobiljain, a fiatal Vincenzót lenyűgözték a motorok. Otthagyta az iskolát, és megszerezte apja beleegyezését ahhoz, hogy a Ceirano-műhelyben dolgozhasson.
Bár könyvelőnek vették föl (nyilvánvalóan apja hajthatatlansága miatt, aki a könyvelői állást valamivel kevésbé találta rangon alulinak, mint a szerelőit), ahelyett, hogy a cég könyveivel foglalkozott volna, a motorok javításába vetette bele magát.

### Az első lépések
1899-ben, miután sikerült megfelelő pénzügyi háttérről gondoskodniuk, a Ceirano fivérek egy kisautót kezdtek gyártani, amit Aristide Faccioli mérnök tervezett. A Welleyes gépkocsi nagy sikert aratott, de a Ceirano fivérek egyszerűen nem tudtak lépést tartani a kereslettel.
Az év júliusában elfogadták Giovanni Agnelli ajánlatát, és 30 ezer olasz líra összegért eladták az egész üzemet és a Welleyes-autókra vonatkozó szabadalmakat, amelyek hamarosan a Fiat 3.5 HP alapjául szolgáltak. Lanciát, aki ekkor 18 éves volt, a vállalathoz nem sokkal korábban csatlakozott Felice Nazzaróval egyetemben tesztpilótaként foglalkoztatta a Fiat.
Kezdeti éveiben a Fiat nagyon aktívan részt vett a versenyeken, amelyeken Lancia és Nazzaro ültek a volán mögött. Ami a vezetést illeti, Nazzaro igazi „stílusos versenyző” volt. Lancia ezzel szemben féktelenebb, de gyorsabb is, amikor éppen nem hátráltatta műszaki probléma.

### 1906: a Lancia megalapítása
A munkában pedáns és igényes Lancia a munkahelyén kívül szertelen és derűs volt. Mivel már fiatalkorában is nagydarab, szép szál legény volt, termetes férfivá érett, aki kedvét lelte a jó ételekben, a barátokkal való iszogatásban és az operában. Lelkes zenerajongó volt, aki különösen kedvelte Wagnert. 1906-ban autóépítésbe fogott, és ugyanezen év november 29-én barátjával, Claudio Fogolinnal, megalapította a Lanciát.
1922-ben, már sikeres üzletemberként, feleségül vett egy titkárnőt, Adele Migliettit, akivel három gyermekük született: Anna Maria, Gianni és Eleonora. Vincenzo Lancia továbbra is személyesen részt vett az új modellek fejlesztésében, s azt autókat gyakran saját maga is tesztelte.

### Vincenzo Lancia öröksége
Vincenzo Lancia korán, 1937. február 15-én, 55 éves korában hunyt el egy éjszakai szívroham következtében. Eleinte semmi komolyra nem gondolt, így nem is akarta felébreszteni feleségét, ezért csak reggel hét órakor hívták a család orvosát, aki jött is amilyen hamar csak tudott, de addigra már túl késő volt.
Így távozott az árnyékvilágból, váratlanul azon emberek egyike, akik oly nagy mértékben járultak hozzá az autózás történetéhez. Munkáját autógyártóként a megérzés, az eredetiség és a bátorság jellemezte. Nem véletlen, hogy szellemi öröksége egy autóban testesül meg: ez az Aprilia.
A modellt, amely látszólag a vállalat hagyományait és az ember erényeit összegzi magában, a kezdetekben bizonyos fokú kétkedéssel fogadták. A formaterv túl merésznek, a műszaki tartalom pedig túl újszerűnek hatott. Némi időbe telt, amíg a Lancia az utak királynőjévé vált: dinamikus, rendkívül stabil, s hihetetlenül modern formáját mindenki nagyra értékelte, és Vincenzo Lancia géniusza volt az, amely mindezt előre megálmodta.

### Az első modellek
Előkelő, elegáns, soha nem túlzó
Ezek azok a tulajdonságok, amelyeket az autósok mindig is a Lancia-autókkal társítottak. De ne feledkezzünk meg arról sem, hogy kevés autógyártó járult hozzá oly nagy mértékben a gépkocsi fejlődéséhez, mint a Lancia, amely újszerű, néha forradalmi műszaki megoldásokat kínált, amelyek gyakorta egész egyszerűen egy lépéssel az autósok igényei előtt jártak. 1907-ben a legelső modell, az Alpha, nagy fajlagos teljesítményével, motorfordulatszámával, és a hagyományosnak tűnő, de a valóságban nagyon is innovatív első tengelyével döbbentette meg a közönséget: az első tengely tömör acél helyett csöves szerkezetű volt, ami jelentős tömegcsökkenést hozott a torziós erő feláldozása nélkül.
1913-ban a Theta volt az első olyan autó Európában, amely beépített elektromos rendszert kapott. 1918-ban két „ipari privatizációs nyilatkozat” látott napvilágot, amelyek olyan motor prototípusának szabadalmaztatásához vezettek, amelynél a nyolc henger 45°-os V alakba volt elrendezve, és egy másik motor prototípuséhoz, amelynél a tizenkét henger egy mindössze 22°-os, szűk V alakot formázott. Ez az elrendezés, vagyis a szűk hengerszögű V motor, a hengersorok közötti változó szögekkel jellemezte a Lancia termelését éveken át, és az e konstrukcióval készült utolsó motor nem korábban, mint 1976-ban került bele a Fulvia Coupé 3-ba.
Ez a motor, amely az 1919-es londoni és párizsi autókiállításokon saját alvázzal mutatkozott be, igazán lenyűgöző jármű volt – egyetlen darabból öntött forgattyúházával és a tizenkét forgattyús karral rendelkező főtengelyével, amelyek közül hat (a jobb oldali csoport) a többihez képest 40 fokos szögben állt. Az autó lelkes fogadtatásban részesült, de pénzügyi és piaci okok miatt sohasem került sorozatgyártásba. 1921-ben a Trikappa (KKK), a márka elit csúcsmodellje volt az első autó a világon, amelybe szűk hengerszögű V8-as motort szereltek.
1922-ben a Lambda, a legforradalmibb modell és a márka filozófiájának megtestesítője, olyan műszaki áttörésekkel játszott úttörő szerepet, amelyek meghatározónak bizonyultak az autóipar fejlődésében: ezek az önhordó kocsiszekrény, a független első kerékfölfüggesztés, a padlóba épített kardánalagút, az önhordó szerkezetbe épített csomagtartó, és a világ első szűk hengerszögű, négyhengeres V-motorja.

### A harmincas és negyvenes évek
A Lancia mérnökei, akik a kényelem tekintetében is úttörőknek számítottak, az 1931-es Asturához olyan rugalmas motortartókból álló rendszert szabadalmaztattak, amely szabadon rezeghetett, ezáltal a vibrációt nem továbbította az alváz és a karosszéria felé. 1933-ban mutatkozott be az Augusta, a világ első szedánja (és ennélfogva az első belülről vezethető autója), amely teherviselő, önhordó kocsiszekrénnyel készült.
Az Augusta számos további jelentős újítást is magáénak tudhat az autótervezés történetében, így például a függőleges hüvelyekbe zárt tekercsrugókkal felszerelt független első felfüggesztést (újabb Lancia-szabadalom), vagy az elöl szilentblokkra rögzített, hátul pedig forgócsapokon nyugvó, laprugóval felszerelt hátsó felfüggesztést. De ott volt még a sofőr által vezérelhető szabadonfutó, a kardáncsuklók helyett hajlékony tárcsás csuklókat alkalmazó kardántengely, és a hidraulikus fék, amelyet a Lancia az európai gyártók közül az elsők egyikeként vezetett be csúcsmodellnél kisebb modellen.
Az Artena, Astura és Augusta gyártása mellett a harmincas évek fejleménye volt még az ajtók nyitásánál a „szekrény”-rendszer bevezetése (középső oszlop nélkül), ami az autóba történő be- és az onnan való kiszállást nagyon megkönnyítette.
Az Aprilia (1937) az adott időszakban példátlan (a Pininfarina szélcsatornájában történt 1970-es mérés szerint 0,47-es) légellenállási együtthatójú, áramvonalas formatervvel és mind a négy keréken független felfüggesztéssel mutatkozott be. A hátsó tárcsafékek nem a kerekekhez voltak rögzítve, hanem a tengely és differenciálmű közötti csuklóhoz: a sebességváltó és a differenciálmű egyetlen blokkba került.
Az Ardea harmadik sorozata (1939), amely az Aprilia kisebb kiadása volt, ötfokozatú sebességváltóval (többszörös áttételű ötödik fokozattal), 12 voltos elektromos rendszerrel és Houdaille-lengéscsillapítókkal rendelkezett.
A Lancia a haszongépjarművek piacán is megjelent 1947-től, amikortól teherautók és autóbuszok is készültek Esatau néven. Az Esatauk kezdetben katonai teherautók voltak, később buszok és trolibuszok készültek ezen a néven.

### Az ötvenes és hatvanas évek
1950-ben az Aurelia volt az első autó a világon, amelybe olyan 60°-os, hathengeres V-motor került, ahol a tengelykapcsoló, a sebességváltó és a differenciálmű egyetlen egységben foglalt helyet a hátsó tengelyen, a hátsó fékek az Apriliában alkalmazott szerkezeten alapultak.
Gianni Lancia vezetése alatt az ötvenes években a márka komoly szerepet játszott az autósportban: kezdve a versenyekre felkészített sorozatgyártású modellektől (Aurelia szedán és Granturismo), a kifejezetten a sport kategóriában és a Formula–1-ben történő versenyzésre készített autókig, az eredmények, kivétel nélkül, kiválóak voltak.
1951 végén a Sport D20, D23, D24 és D25-modellekhez a Formula–1-be szánt D50 csatlakozott: egy együléses autó, amely abban az időszakban valóban újszerű megoldásokat alkalmazott. Nyolchengeres V-motor dübörgött benne, amelynél a hengerek nem vonalban helyezkedtek el, hanem kissé balra döntve, hogy a kardántengely elférjen a vezetőülés mellett, s nem csak alatta, ami a versenytársakhoz képest sokkal jobb egyensúlyt biztosított az autónak. A sebességváltó-motor egység a hátsó tengely mögött oldalt volt felfüggesztve és elhelyezve.
Az üzemanyagot három üzemanyagtartály között osztották el: a két fő külső tartályt az autó kocsiszekrényének jobb és bal oldalára helyezték, míg a harmadik tartály hátul, a sofőr mögött kapott helyet. Az autó fejlesztési és versenyképesség-javítási tervében egy állandó négykerék-meghajtású változat is szerepelt, ami igazán egyedülállóvá tette volna az autót. A terv nem jutott túl a tervezőasztalon, mert 1955 júliusában a teljes Lancia-versenycsapatot – embereket, autókat, felszereléseket és terveket – ingyen átadták a Ferrarinak, amely a következő évben a Fangio által vezetett D50-essel meg is nyerte a Formula–1 világbajnokságot. Az autóba kéttárcsás tengelykapcsoló került, amely előtt egy könnyen cserélhető, kúp alakú sebességváltó volt többféle végáttétellel (DAF-rendszer?). Ötfokozatú sebességváltót használtak, amelynél a könnyebb sebességváltás érdekében a fogaskerekek közül négy állandóan együtt forgott egy fogmentes laterális tengelykapcsoló segítségével. Az ötödik fokozat hengeres fogaskerekekkel és többféle végáttétellel rendelkezett.
Tíz évvel később a Lancia az elsőkerék-meghajtású, négyhengeres boxermotorral, tárcsafékkel és – később – benzinbefecskendezéssel felszerelt Flaviával tért vissza az élvonalba. Majd a Fulvián volt a sor, amelynek „superquadro” motorja – egy 72x67 mm hengerméretű, 13°-os 4V egység – újszerű és rendkívül szokatlan elosztórendszert használt két felülfekvő vezérműtengellyel, és a motort 45°-os szögben megdöntve szerelték be.
1962-től kezdődött meg a Lancia Esagamma teherautók gyártása, melyekből nagyjából hat és félezer készült 1973-ig, a típus gyártásának végéig. Az Esagamma változatos kivitelekben, kettőtől öt tengelyes változatokig is készült. Az Esatau 703 városi buszt 1960 és 1964 között gyártották, 220 példányban. Az Esagamma 715 távolsági buszok 1965 és 1970 között készültek.

### A hetvenes és nyolcvanas évek
A hetvenes években a Lancia által elsőként alkalmazott technológiai megoldások listája tovább gyarapodott.
Az Esatau 703-08 "Mauri" csuklós városi busz volt az első olasz gyártású alumíniumbusz, amely 1973-ban jelent meg, és egészen 1980-ig gyártásban maradt. Emellett az Esagamma 718 szóló városi buszt is gyártották, 1973–74-ben.
Ekkoriban született meg a Stratos nevű sportkocsi is, könnyűfémből és üvegszál erősítésű műanyagból készült karosszériával. Azután következett a Beta szedán, a négy kerék független felfüggesztésének innovatív rendszerével, ami – néhány módosítással – a mai napig használatos a Lancia K(appa) autócsaládnál. És ne feledkezzünk meg a Beta Montecarlo Turbóról sem, amely középre szerelt motorral, elektronikus befecskendezéssel és turbófeltöltővel volt ellátva, és ami – kategóriájának vitathatatlan éllovasaként – két éven át győzelmet győzelemre halmozott.
1982-ben jött a Trevi-féle Jetronic elektronikus befecskendezés és, a sorozatgyártású autók között első ízben, a Volumex nevű volumetrikus feltöltő. 1983 tavaszán ezt a rendszert megkapta a Beta Coupé és a H.P. Executive is, nyilvánvaló módon a 2000 cm³-es motorral.
A Lancia Rally 037 négyhengeres, 16 szelepes motorjával, volumex feltöltőjével és a Pininfarina által tervezett, üvegszál-erősítésű műanyagból készült karosszériájával rendkívül innovatív modell volt.
A Thema olyan autó volt, amely megelőzte korát – 1984 októberében –, köszönhetően a blokkolásgátló rendszernek, a töltőlevegő-hűtővel és túltöltésfunkcióval fölszerelt turbófeltöltőnek (ami elsőként jelent meg normál sorozatgyártású autón), az ellenirányban forgó kiegyensúlyozó-tengelyeknek és a szabályozott csillapítású futóműnek. A Thema volt az első Lancia, amelybe új generációs turbódízelmotor került, amivel sikerült leküzdeni a dízelmotorokra jellemző problémákat, hogy az erőforrás halk járást és kiemelkedő teljesítményt nyújthasson.
1985-ben debütált a Lancia által a kompozitanyagok széles körű alkalmazásával, valamint állandó négykerékmeghajtással és dupla turbófeltöltővel – volumex és turbó – megalkotott Delta S4.
Bár a főbb piacokon továbbra is az Autobianchi nevet viselte, az Y10 volt az első kisautó, amely megkapta az apró, de innovatív Fire-motort, míg a Thema 8.32 – 1986 – Ferrari-motorral büszkélkedhetett (a Lancia történetében csupán másodízben) – 8 hengerrel és 32 szeleppel, Servotronic elektronikus szervokormánnyal és újszerű, visszahúzódó hátsó spoilerrel.
1986-ban debütált a korszerű technológiával zsúfolásig teletömött Delta HF 4WD: állandó négykerékhajtás, három differenciálmű, amelyek közül a középső Ferguson-viszkókuplungos megoldást, míg a hátsó Torsen-szerkezetet alkalmazott. Ugyanebben az évben jelent meg az Y10 4WD is, amelybe innovatív, ki- és bekapcsolható négykerékhajtási rendszer, valamint olyan szabadonfutó szerkezet került, amely lehetővé tette a sofőr számára, hogy a legtöbbet hozza ki a motorból, nagyobb teljesítményt és alacsonyabb üzemanyag-fogyasztást kínálva, ha csak elsőkerék-meghajtással használták.
És az újítások az elkövetkező években is folytatódtak. Vegyük csak például 1989-ből a Delta HF Integrale 16V-t, a 6-érzékelős blokkolásgátlóval és a három differenciálműves hajtásrendszerrel: szabadonfutós megoldású első, bolygóműves nyomatékelosztóval és Ferguson-viszkókuplunggal szerelt középső, és Torsen-rendszerű hátsó differenciálmű. Vagy ott van az Y10 Selectronic (1989), amely fokozatmentes sebességváltóval és elektromágneses tengelykapcsolóval volt ellátva.

### A kilencvenes évektől napjainkig

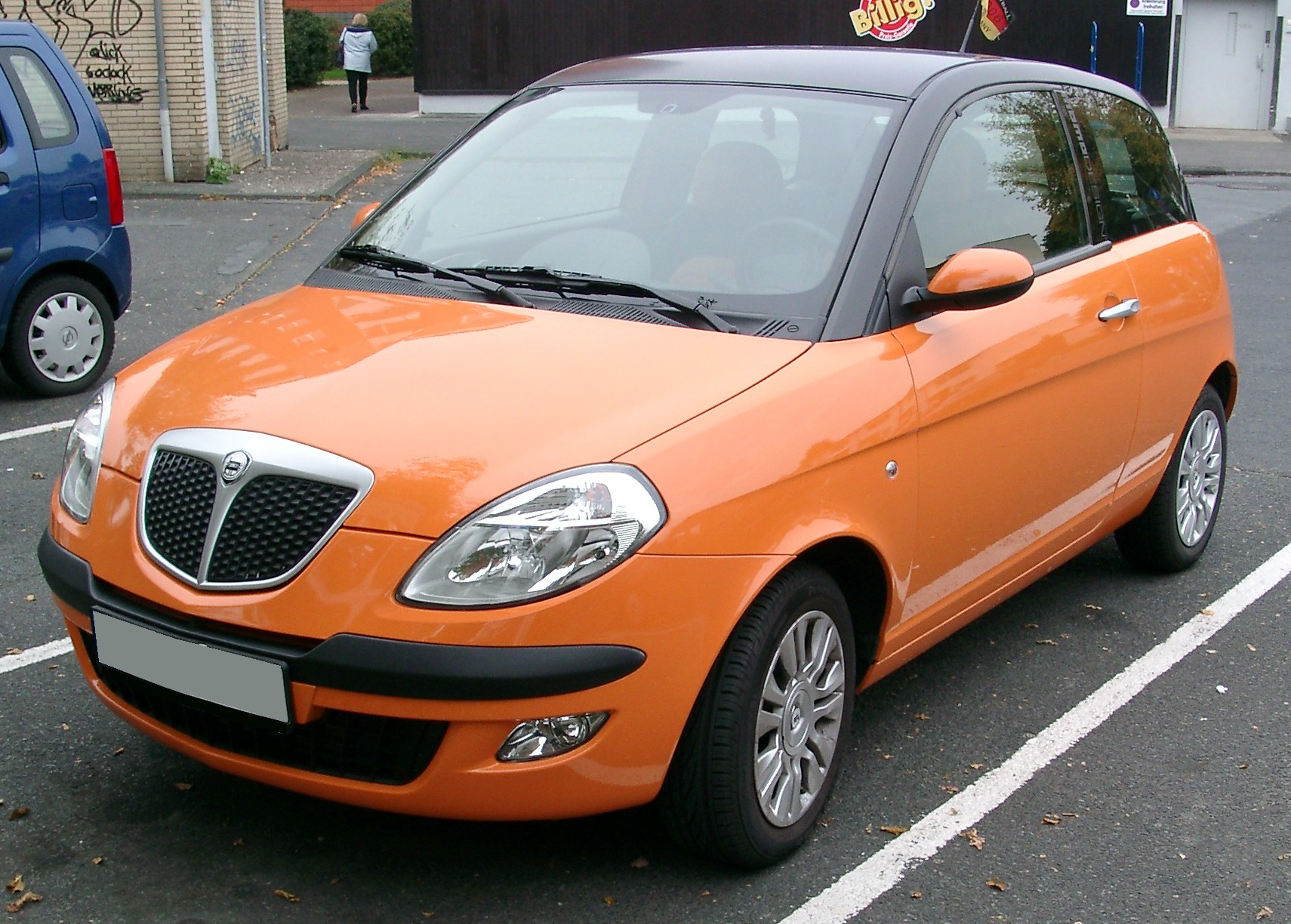
Lancia Ypsilon

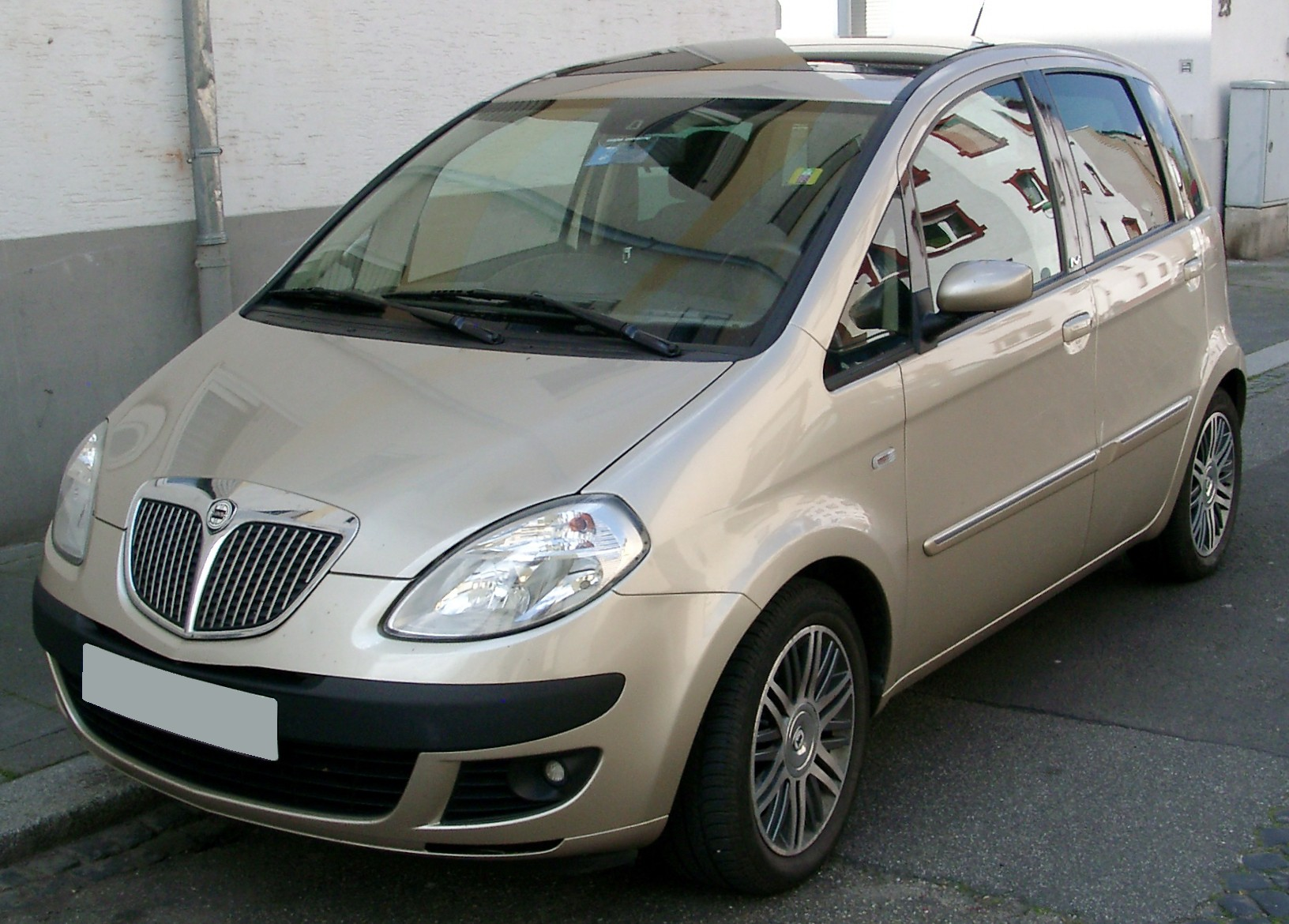
Lancia Musa

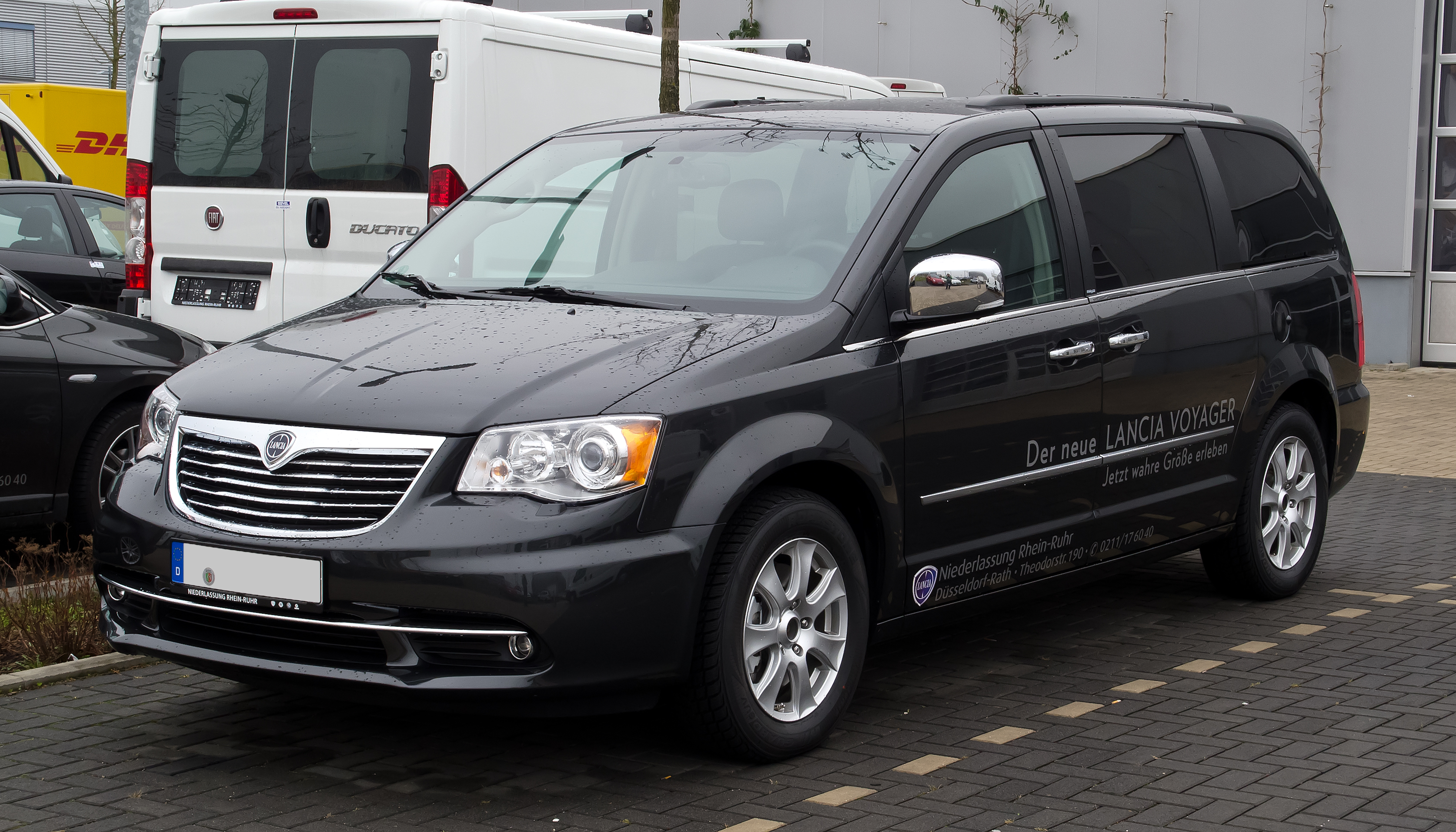
Lancia Voyager

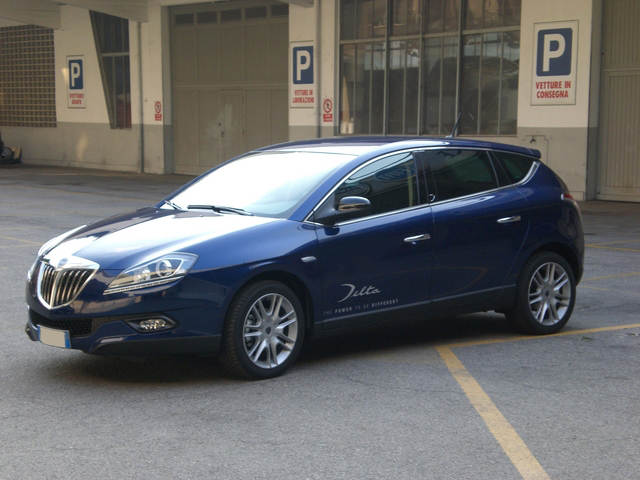
Lancia Delta

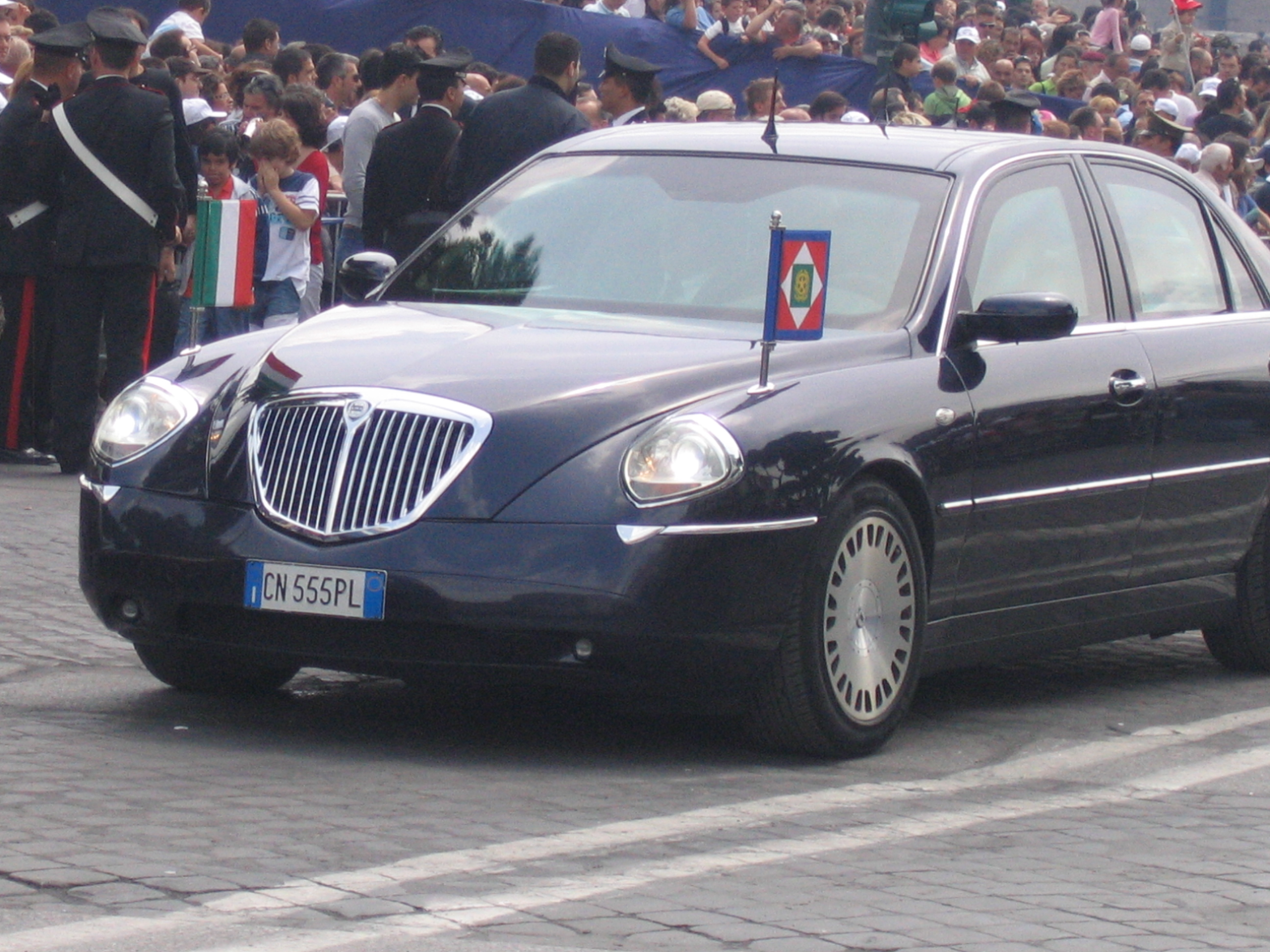
Lancia Thesis diplomáciai használatban

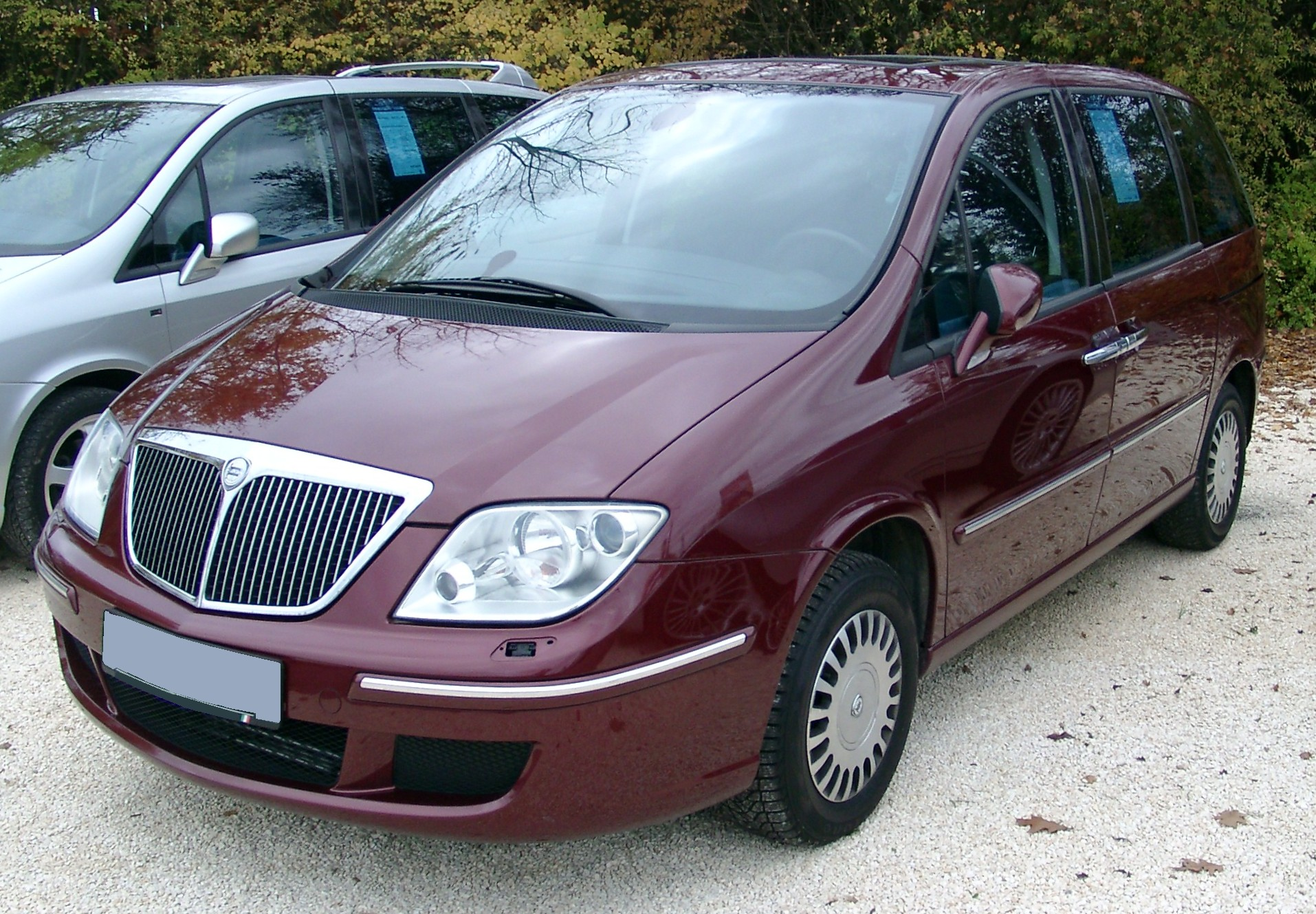
Lancia Phedra

1990 a „viscodrive” rendszerrel, valamint töltőlevegő-hűtővel és feltöltésszabályozóval kiegészített turbófeltöltővel felszerelt Lancia Dedra HF Turbo éve volt.
1994-ben a Lancia K megkapta a soros 5 hengeres, moduláris motorok új családját (két benzin- és két turbódízel-erőforrás), amelynek tagjai különösen rugalmasságukról és csendes járásukról nevezetesek.
Az 1995-ben bemutatott Lancia Y volt a világ első sorozatgyártású autója, amely a normál színpalettát (12) extraként megtoldotta a Kaleidosszal: száz különféle színárnyalat, amelyek kielégítik a sokrétű ügyfélkör ízlését, és amit a Melfi-gyár szakmai kiválósága tett lehetővé.
A Lancia K SW (1996) alapáron Nivomat-szintszabályozós pneumatikus rendszerrel érkezett, amelyet első ízben kombináltak McPherson-típusú felfüggesztéssel.
A közelibb múltban kétségkívül a Thesis (2002) kínálta az innovatív megoldások leglenyűgözőbb skáláját, mint például a kulcsnélküli rendszer, a napelemes napfénytető, az elektromos kézifék, a kényelmes motoros ülések, szellőztetés- és masszázsfunkcióval, az adaptív sebességtartó-automatika és az elektronikus csillapításvezérlésű felfüggesztés (Sky-hook). 2004-ben vezették be a D.F.N. (Dolce Far Niente – Édes semmittevés) robotizált, szekvenciális, manuális sebességváltót, amely az Ypsilonhoz és a Musához kapható.
A lista még sokáig folytatódhatna más példák egész tárházával, de a műszaki innovációk e szemelvényei elegendők azon innovációs képesség bemutatására, amely a több mint egy évszázados történelme során a Lancia hozzáállását jellemezte. Olyan képesség, amely nem csupán a korszerű technológia öncélú kedveléséből fakad, hanem inkább abból a vágyból, hogy a vásárlóknak egyre kényelmesebb autózást, az úttartás és az aktív biztonság terén folyamatos fejlesztéseket, és egyre jobbá és jobbá váló teljesítményt kínáljon.

## Modellek
Bár hagyományosan inkább az autó mechanikai részegységeinek műszaki fejlesztésére koncentráltak, a Lancia tervezői soha sem hagyták figyelmen kívül kreációik esztétikai vonatkozásait sem. Ha visszatekintünk a márka történelmének egy évszázadára, könnyedén találhatunk exkluzív újításokat a stílus tekintetében is: innovációk az autók általános formáját, bizonyos fontos részegységeket és a felhasznált anyagokat illetően.
A XX. század korai éveiben az autógyártók még nem rendelkeztek kocsiszekrény-készítő részlegekkel, ami azt jelentette, hogy a karosszériamunkát külső iparosoknak kellett elvégezniük. A Lancia zsenialitása abban rejlik, hogy olyan speciális alvázszerkezeteket tervezett, amelyek olyan különlegesek voltak, hogy a karosszéria-építő műhelyek egészen a negyvenes évek végéig használták őket.
A Lambda, a Dilambda, az Augusta, az Artena, az Astura és az Aprilia számára készült egyedi kocsiszekrények megismertették az olasz stílust a világgal – egy olyan stílust, amelynek egyedisége találékonyságában és ötletességében rejlett.
Autóinak formatervezésekor a Lancia a maga részéről szigorúan ragaszkodik ahhoz az aprólékos kidolgozottsághoz és mértékletességhez, amit alapítója csepegtetett belé. Egy Lancia gépkocsinak ízlésesnek, kifinomultnak és olyan innovatív szellemiségtől duzzadónak kell lennie, ami fittyet hány a modern esztétikai sztereotípiákra, ugyanakkor folyamatosan imponál saját „egyediségével és karakterével”.
A Lancia-stílus az elegáns eredetiséget képviseli, amely soha nem banális, ami közvetlenül kapcsolódik a hagyományokhoz kötődő innováció folyamatához. De legfőképpen, a Lancia autói soha nem engednek annak a kísértésnek, hogy az aktuális ízléshez igazodjanak. Ezzel szemben erőteljesen arra törekednek, hogy megleljék saját esztétikai identitásukat, és sokszor jóval megelőzik saját korukat.

## Design
Gondoljunk csak az 1937-ben bemutatott Aprilia áramvonalas formájára, amikor kortársainak mindegyike még dobozszerű formatervvel rendelkezett, vagy a Fulvia Coupéra, ami az adott időszak konkurens modelljeihez képest rendkívül eredetinek számított.
Ahelyett, hogy engedett volna a kísértésnek, hogy kívülről származó elemeket alkalmazzon csak azért, mert azok divatosak voltak, a Lancia mindig is arra törekedett, hogy saját stílusát finomítsa és dolgozza át. E hozzáállás legnyilvánvalóbb példája a hűtőrács fejlesztésében tükröződik, ami életét egy függőleges pajzsként kezdte, majd fokozatosan vízszintes irányba fejlődött, modernebb érzést tükrözve, miközben mindvégig felismerhető maradt, hogy a közelmúltban ismét visszatérhessen egy olyan alakhoz, ami a kezdeti függőleges formára utal.
A folyamatossághoz való ragaszkodás alól mindössze a fényszórók formája jelent kivételt, amelyek időnként egyedülállóan eredeti formát öltöttek, bár mindig felfedezhető volt rajtuk egy csipetnyi tradíció. Gondoljunk például az 1929-es Dilambda fényszóróira, amelyek háromdimenziós pajzsként öltöttek testet, hogy a Lancia-logót tükrözzék, ami manapság is pont ugyanolyan, mint akkoriban volt.

## Anyagok
Az idők során a belső tér bizonyos szövetei és bizonyos fényezések olyannyira összefonódtak a márkával, hogy a mindennapi nyelvben ugyanazt jelentették, mint például a „Lancia-szövet” vagy a „Lancia-kék”. A közelebbi múltban egyéb anyagok is a Lancia sajátjaivá váltak, így például az „Alcantara” szövet, a „Poltrona Frau” (asszony-fotel) bőrkárpit és a fabetétek.
Más szóval: a Lancia folyamatosan kutatja azokat a formákat és anyagokat, amelyek az olasz képzelőerő és kreativitás kvalitásaival karöltve meghatározzák a márka stílusbeli jellemzőit. Ezek a jellemzők, bár gyakorta különféle formatervezők tolmácsolják őket, mindig is azzal az eltéveszthetetlen „Lancia vagyok” érzéssel ruházzák fel a híres kék logót viselő autókat.

## A motorsportban
Az 1908-1909-es évek időszakának több – gyakran győzelemmel végződő – versenyét követően Vincenzo Lancia abbahagyta a versenyzést, és kifejezetten megtiltotta, hogy autói sporteseményeken vegyenek részt. Ez a döntés paradoxonnak tűnhet, de valójában abból a vágyából fakadt, hogy a vállalat minden erőforrását a közúti autók tervezésére és építésére koncentrálja. Mindazonáltal lehetetlen volt megakadályozni, hogy az autótulajdonosok versenyezzenek.
Ennek eredményeként, amikor a vásárlók fölfedezték a Lambda sportos temperamentumát, sokuk indult el versenyeken, amit rövidesen követtek az első győzelmek is. Ugyanez történt az Apriliával is, ami a második világháború alatt a versenyzők egész generációját nevelte ki, mindenféle hivatalos támogatás nélkül.
Egészen 1951-ig kellett várni, hogy a vállalat hivatalosan visszatérjen a versenyzéshez, mégpedig a fiatal Gianni Lancia irányítása mellett, aki az autóversenyzés igazi rajongója volt. Négy magántulajdonban lévő Aurelia B21 kapott támogatást a Lanciától ahhoz, hogy elinduljon a szicíliai körversenyen, amelyek saját kategóriájukban meg is szerezték az első négy helyet, legyőzve az Alfa Romeo 1900-ast, a korszak kiemelkedő sportautóját. Ezzel a Lancia kesztyűt dobott a többieknek.
A Mille Miglia versenyre az Aurelia Granturismo B20 négy sorozatgyártású modelljét nevezték. Bracco a második helyen végzett, közvetlenül Luigi Villoresi Ferrarija mögött, amelynek motorja kétszer akkora volt, mint a Lanciáé. Ezután Bracco, akihez Lurani szegődött társul, saját kategóriájában megnyerte a Le Mans-i 24 órás versenyt is. A lelkesedés az egekbe szökött.
1952-ben Luigi Bonetto diadalmaskodott a Targa Florión (Virágzó Rendszámtábla), és hivatalosan is megalakult a Lancia-csapat, amely a galoppozó elefántot választotta emblémájának, ami eredetileg kék színben pompázott.
A cél ezután már nem az volt, hogy csak a túra kategóriában győzzék le az Alfa Romeót. Megszületett a D20 Sport, és a csapat a csúcsot célozta meg: az ellenfelek már a Ferrari és a Maserati voltak. 1953-ban és 1954-ben a lenyűgöző győzelmek hosszú sora következett: a Targa Florio, a Carrera Panamericana (Keresztül-kasul Amerikán), ahol az új D24-esek szerezték meg az első három helyet, és a Mille Miglia (Ezer mérföld – Bresciától Rómáig 1927 és 1957 között), amelyen Alberto Ascari diadalmaskodott. Az Aurelia GT B20 2500 volánja mögött Louis Chiron győzött a Monte Carlo Ralin, és a vállalat folyamatos sportsikerei miatt a tényleges pénzügyi nehézségeket is elfeledték vagy alábecsülték. Gianni Lancia szeme előtt a Formula–1-es sikerek lebegtek, és ebben olyan pilóták segédkeztek neki, mint Alberto Ascari.
A D50 névre hallgató Grand Prix autó igazán innovatív jármű volt. Nyolchengeres V-motorral és hátul keresztben beépített sebességváltóval rendelkezett, amelyen a jellegzetes, oldalra szerelt üzemanyagtartályok javították az autó légellenállását, és lehetővé tették, hogy az autó súlyelosztását a verseny elejétől a végéig változatlanul tartsák. A csapat első számú pilótája Alberto Ascari volt. Monte Carlóban is ő vezette a mezőnyt, amikor autója lecsúszott az útról, és egy borzalmas ugrással a tengerbe zuhant, amit a pilóta – csodával határos módon – sérülések nélkül úszott meg.
Négy nappal később Ascari barátja, Castellotti Monzában tesztelte a Ferrari Sportot, és Ascari megkérdezte, hogy nem vihetné-e el egy körre. Ingben és nyakkendőben indult el az autóval. Azonban a harmadik körben halálos balesetet szenvedett. Ekkor 1954. május 26-át írtunk.
Ascari halála, valamint a vállalat pénzügyi összeomlása, amely legalább részben a versenyzésre fordított túlzottan nagy összegeknek volt betudható, drasztikus döntés meghozatalához vezetett: nincs több verseny.

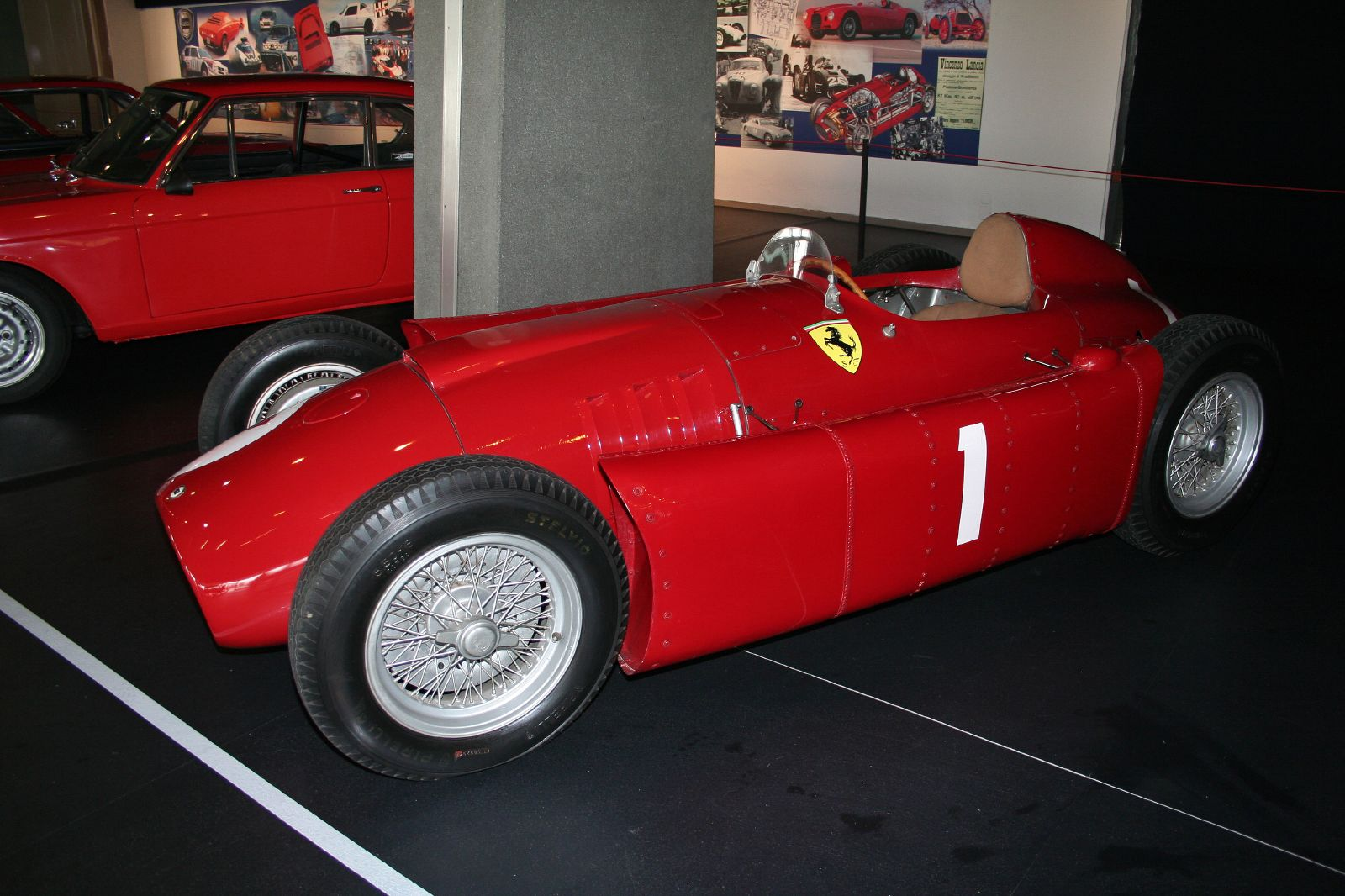
Lancia-Ferrari D50-es

Július 26-án, a Lancia által a Ferrarinak adott ajándék gyanánt, a csapat összes autója, motorja és alkatrésze elindult Maranellóba. De nem mentek veszendőbe. Néhány módosítással és jobb teljesítménnyel a D50-es (most már a Lancia-Ferrari név alatt) hozzásegítette Juan Manuel Fangiót ahhoz, hogy 1956-ban megnyerje öt világbajnoki címe közül a negyediket.
A vállalat Formula–1-es kiruccanását és a Presentinek történő eladását követően ismét a privát autótulajdonosokra hárult a feladat, hogy a Lancia nevében versenyezzenek és szerezzenek győzelmeket. Az Aurelia B20-ast visszavonultatták, és ekkor a kis Appián volt a sor, annak is a GT Zagato változatán, hogy legyőzhetetlennek bizonyuljon az 1150 cm³-es kategóriában. 1959-ben feltűnt a Flaminia Sport Zagato, ami a 2500 cm³-es kategóriában ismételte meg az Appia sikerét.
A gyorsasági futamokon elért sikerekhez ekkor már raligyőzelmek is társultak. Elsőként Piero Frescobaldi diadalmaskodott az 1962-es Rally dei Fiorin egy Flavia volánja mögött.
A Lancia vezetősége elkezdett magára találni és érdeklődni az ilyen jellegű versenyek iránt. Nem igazán érdekelte őket, hogy visszatérjenek a Formula–1 költséges színpadára, sokkal inkább szerették volna megmutatni normál, sorozatgyártású modelljeik dinamikus, sportos tulajdonságait.
Létrehozták a versenyistállót, amely a régi elefántos emblémát és a High Fidelity (kb. Kiváló Minőség) kifejezést rövidítő HF kezdőbetűket viselte. A győzelmek bőséggel és gyorsan jöttek, először a Flavia Coupéval, majd a Fulvia 2C-vel, Coupéval és a Coupé HF-fel: a Tour de Corsica, a San Remo Rali (a korábbi Rally dei Fiori), és az Rac Rali.
1972-re a Fulvia Coupé 1600 HF karrierje végéhez érkezett, de még ekkor is komoly sikerekig repítette Sandro Munarit (például a Monte Carlo Ralin), és elhódította a Lancia számára a rali világbajnokságot.

### Győzelmek

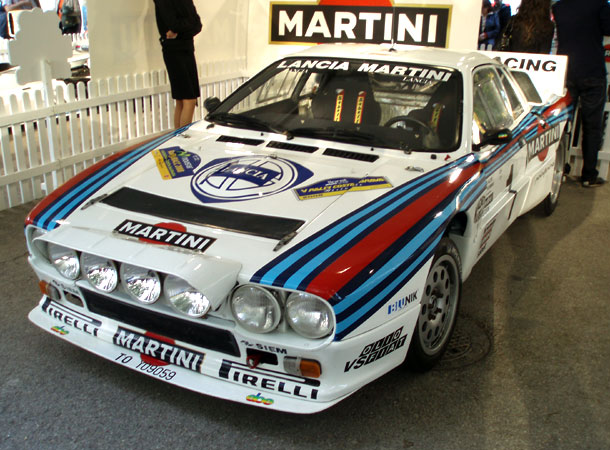
Lancia 037

1972-re a „Fanalone” becenevű Fulvia Coupé 1600 HF karrierje végéhez érkezett, de még ekkor is komoly sikerekig repítette Sandro Munarit (például a Monte Carlo Ralin), és elhódította a Lancia számára az FIA kupát, amiből később a rali világbajnokság lett.
A Stratosszal olyan ütőkártya került a Lancia kezébe, amely 1974-ben, 1975-ben és 1976-ban három egymást követő világbajnoki címet szerzett a Lanciának. A kifejezetten ralikra tervezett, és mindössze (a hivatalos elfogadáshoz szükséges számban) 500 példányban készült Stratos egy Bertone által tervezett, középmotoros kisautó volt, amelybe a Dino Ferrari-féle V6-os motort szerelték.
1979-ben a Lancia a Lancia Beta Montecarlo Turbóval tért vissza a versenypályára, ami két éven át, vagyis 1980-ban és 1981-ben, el is nyerte a konstruktőri világbajnoki címet a hosszú távú versenyek kategóriájában. 1983-ban a Lancia ismét győzött a rali világbajnokságon a Rally 037-essel, amit szinte fogadásból alkottak meg, hogy megtörjék a négykerék-meghajtású német autók hegemóniáját. Később a Rally 037-es bizonyult az utolsó kétkerék-meghajtású autónak, amelynek sikerült megnyernie a rali világbajnokságot.
A brutálisan nagy teljesítményű B csoportos autókkal szerzett tapasztalatok, illetve azon döntés után, miszerint a ralikon maximum 300 lóerős autók indulhatnak, a Lancia polcra tette a Delta S4 fejlesztését, és az állandó négykerék-meghajtású Delta HF 4WD-re koncentrált. Ekkor 1987-et írtunk. Az elkövetkező hat évben a Delta HF 4WD és az azt követő Delta HF „Integrale”, „Integrale 16v” és „Integrale 16v Evo” modellek domináns szerepet játszottak a világ ralisportjában.

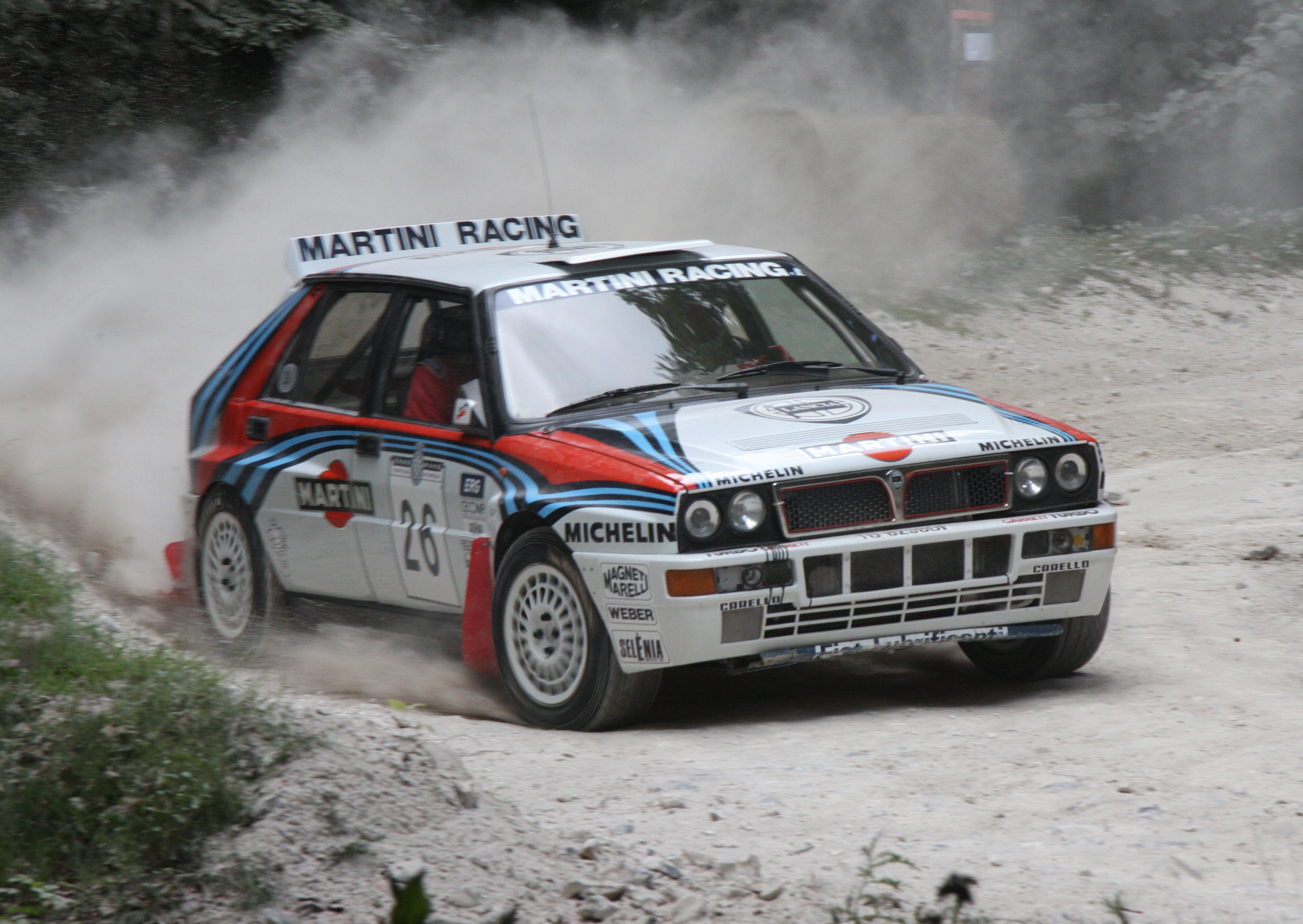
Lancia Delta HF

A sikerek listájában hat egymást követő konstruktőri világbajnoki cím, öt egyéni világbajnoki cím, a 66 világbajnoki futamon elért 46 győzelem, valamint az országos versenyeken elért számtalan egyéb siker szerepel – ez olyan győzelmi széria, amit nehéz lesz akár csak megközelíteni is, és ami mind a mai napig veretlen maradt.

### Formula–1-es eredményei
(Táblázat értelmezése)

(Félkövér: pole-pozícióból indult; dőlt: leggyorsabb kört futott) 

| Év   | Modell     | Motor         | Gumi | Versenyzők          | 1    | 2   | 3   | 4   | 5   | 6   | 7   | 8   | 9   | Pont | Helyezés |
| ---- | ---------- | ------------- | ---- | ------------------- | ---- | --- | --- | --- | --- | --- | --- | --- | --- | ---- | -------- |
| 1954 | Lancia D50 | Lancia 2.5 V8 | P    |                     | ARG  | 500 | BEL | FRA | GBR | GER | SUI | ITA | ESP | -*   | -*       |
| 1954 | Lancia D50 | Lancia 2.5 V8 | P    | Alberto Ascari      |      |     |     |     |     |     |     |     | Ki  | -*   | -*       |
| 1954 | Lancia D50 | Lancia 2.5 V8 | P    | Luigi Villoresi     |      |     |     |     |     |     |     |     | Ki  | -*   | -*       |
| 1955 | Lancia D50 | Lancia 2.5 V8 | P    |                     | ARG  | MON | 500 | BEL | NED | GBR | ITA |     |     | -*   | -*       |
| 1955 | Lancia D50 | Lancia 2.5 V8 | P    | Alberto Ascari      | Ki   | Ki  |     |     |     |     |     |     |     | -*   | -*       |
| 1955 | Lancia D50 | Lancia 2.5 V8 | P    | Luigi Villoresi     | Ki** | 5   |     |     |     |     |     |     |     | -*   | -*       |
| 1955 | Lancia D50 | Lancia 2.5 V8 | P    | Eugenio Castellotti | Ki** | 2   |     | Ki  |     |     |     |     |     | -*   | -*       |
| 1955 | Lancia D50 | Lancia 2.5 V8 | P    | Louis Chiron        |      | 6   |     |     |     |     |     |     |     | -*   | -*       |

* 1958-ig nem rendeztek konstruktőri bajnokságot

** Megosztott versenyzés

## Korai gyártás
A Vincenzo Lancia által gyártott első katonai jármű 1912-ben készült. Ez egy 2200 kg teherbírású tehergépkocsi volt, amelyet a hadsereg sikeresen használt a líbiai hadjárat során. A jármű, amely az „1Z” névre hallgatott, a híres „25-35 HP” motorral volt felszerelve, és 60 km/órás sebességre volt képes.
Három évvel később Olaszország belépett az I. világháborúba, és az emberek, ágyúk és az ellátmányok piavei vonalhoz történő szállításban az „1Z”-hez két másik Lancia modell csatlakozott – a „Jota” és a „Djota”.
E két új modellt ugyanaz a 4 hengeres, 4940 cm³-es, 70 lóerős motor hajtotta, de teherbírásukat 2400 kg-ra növelték, és eltérő alvázszerkezetekkel rendelkeztek: az első alvázszerkezete hosszabb, míg a másodiké rövidebb volt.
De nem csak ezek a Lancia járművek viselték a jellegzetes szürkészöld katonai „egyenruhát” Olaszország hároméves I. világháborús részvétele alatt. A Thetát továbbra is gyártották a katonai hadvezetés számára, és a „Jota”, a „Djota” és az „1Z” alvázszerkezeteit felhasználták az ágyúkat vontató traktorok, fotóelektromos cellákat szállító teherautók, mentőautók és az Ansaldo páncélozott járművek gyártásához. A szövetséges hadseregek is számos ilyen egységet rendszeresítettek, különösen a „Jota”-típusú járművekből.

## Motorfejlesztések
A Lancia katonai járművek igazi sikere azonban a harmincas években jött el a dízelmotor fejlesztésének köszönhetően. Ilyen típusú, 2 hengeres és kétütemű motort szereltek a „Ro” teherautóba, amelyet a hadsereg számára két változatban gyártottak, amelyek a tengelytáv és teherbírás tekintetében tértek el egymástól.
E teherautók egyike 5400 kg teher szállítására volt képes, pontosan úgy, mint a „Ro MB”, ami egy olyan kizárólag katonai változat volt, amelyet az etiópiai hadjáratra terveztek, és egy négyhengeres Otto-motorral láttak el. A „Ro”, amelyből hozzávetőleg 600 darab készült, az olasz csapatok hűséges kísérője volt mindaddig, amíg gyártása 1936-ban be nem fejeződött.
Időközben a dízelmotorok műszaki fejlődése és hatásfoka terén jelentős előrelépés következett be. A szivattyúkat és a befecskendezőket tökéletesítették, a robbanóterek észszerűbb alakot öltöttek, és kezdeti kísérleteket végeztek az előkamrás gyújtással kapcsolatban is.
Ezért a Lancia feladta a kétütemű motort az egyszerűbb négyütemű változat kedvéért. Ez vezetett a „3 Ro” létrehozásához, ami egy eredeti, 6875 cm³-es, 93 lóerős, soros öthengeres motorral hajtott új jármű volt. E teherautónak két változatát gyártották a hadsereg számára – az MNSP-t és az MNP-t. Mindkettő 8 fokozatú sebességváltóval és teherhordó féltengelyekkel rendelkező hátsó tengellyel rendelkezett.

## Az „Omicron”
1927-ben útjára indult egy projekt, ami egy teljesen új, rendkívül modern jellemzőkkel bíró, városi és elővárosi buszjáratok számára történő kialakításra szánt alváz megalkotását tűzte ki célul: ez volt az „Omicron”.
A 7060 cm3-es, 91,5 LE-s, soros hathengeres motorral hajtott „Omicron” jellemzői a két vezérműtengely által közvetlenül működtetett felülfekvő szelepek, a teherhordó tengellyel készült hátsó híd és az alacsonyabb, sík padlólemez voltak. A kétféle (rövid és hosszú) változatban készült „Omicron” hatalmas sikert aratott.
A római közlekedési vállalat által átvett járművek közül sok – a vállalat és az utasok örömére – még mindig szolgálatban van, és némelyikük már-már csillagászati futásteljesítményt ért el: több mint kétmillió kilométert. Csak érdekességképpen, az „Omicron” alvóhelyes változata még az Algéria és Francia-Szudán között a Szaharán keresztülvezető úton is teljesített szolgálatot.
A Lancia a későbbiekben egy dízelmotort is gyártott ehhez a modellhez, egy 7000 cm³-es, 93 LE-s, öthengeres erőforrást, hogy alternatívát kínáljon a hatalmas benzinmotor mellett, ami – az „Omicron” rugalmassága és ereje ellenére – gazdaságtalanná tette annak üzemeltetését.
A harmincas években a Lancia a német Junkers cégtől megvásárolta egy másik dízelmotor gyártásának licencét is. Ez egy kétütemű, kéthengeres motor volt, hengerenként két szembemozgó dugattyúval, amit az új „Ro” teherautóba szereltek be. Ehhez a modellhez, amiből négy változatot gyártottak (kettőt polgári felhasználásra és kettőt katonai célra), csatlakozott 1935-ben a „Ro-Ro” és 1938-ban a „3Ro” egy öthengeres dízelmotorral. A Lancia teherautók gyártása az Esatauval folytatódott, majd 1969-ben az Esagamma gyártásával ért véget.

## Az alvázak eredete
A Lancia a személyautók mellett évtizedekig gyártott tehergépkocsikat is. Az első egy 1911-ben készített kisteherautó volt, ami az Eta személyautó alvázára épült. De az első igazi haszongépjármű, az 1Z kisteherautó, csak a következő évben jelent meg. Motorja egy nagy teljesítményű, 70 lóerős, 5 literes, 4 hengeres egység volt. A hadsereg jó néhány ilyen teherautót sikeresen használt a líbiai háborúban, a kemény afrikai ösvényeken. A teherautóból született a Theta nevű luxusjármű, amit abban az időben a világ egyik legjobb autójának tartottak, s ez sokat elmond a Lancia tehergépkocsik minőségéről. Az első világháború alatt, 1915 és 1918 között széles körben használt Z-hez röviddel a háború előtt és a közben a „Jota” és a „Djota” modellek csatlakoztak.
Helyreállt a béke, és vele együtt nehézségek köszöntöttek az olasz gyártókra. A katonai megrendelések kiapadtak, és a nehéz közúti áruszállítás csak marginális jelentőséggel bírt a civil életben, ahol a keresletet azokkal az úgynevezett „háborús maradékokkal” oldották meg, amiket a hadsereg adott el a civileknek.
Vincenzo Lancia azonban továbbra is meg volt győződve arról, hogy a haszongépjárműveknek van jövője, és 1921-ben a „Trjota” és „Tetrajota” modellek hagyták el a vállalat via Monginevrón álló műhelyeit. Ezeket az alvázszerkezeteket a kocsikészítők teherautók, turistabuszok és buszok gyártására használták fel. A „Kappa” és „Dikappa” modellekben szintén alkalmazott, kipróbált és bevált négyhengeres motor által hajtott e két alvázszerkezet olyan hatékony és sikeres volt, hogy a megrendelések csak úgy özönlöttek, még külföldről is.

## Méretnövekedés
Eközben Olaszországban a nehéz közúti áruszállítás jelentősége nőtt, amit a közúthálózat fejlődése indukált. Ekkor már jobban kezelhető, nagyobb kapacitású teherautókra volt szükség. Ezért 1924-ben a Lancia egy új teherautóval rukkolt elő, ami később igen híressé vált – ez volt a „Pentajota”. A jármű 4,31 méterre növelt tengelytávval, 7,77 négyzetméternyi rakfelülettel és 5300 kg-os teherbírással rendelkezett, s ez tekinthető a közutak egyik első igazi óriásának.
Az áruk szállításának igényéhez a személyszállítás igénye társult. A milánói városi tanács kérésére, amely sok ülőhellyel rendelkező városi buszokat akart készíttetni, a Lancia kifejlesztette az „Esajota” alvázat.
A jövőbeli igények megérzésének zseniális sugallatára a Lancia mérnökei hajlított hosszanti tagokkal látták el az alvázat, ami lehetővé tette a padló szintjének leengedését. A jármű szerencsétlenségére egy erőtlen motort kapott, ami a háború óta változatlan volt – ugyanezt a motort használták az „Eptajota” teherautón 1927-ben.

## A „3 R0” és Lince modellek
1927-ben útjára indult egy projekt, ami egy teljesen új, rendkívül modern jellemzőkkel bíró, városi és elővárosi buszjáratok számára történő kialakításra szánt alváz megalkotását tűzte ki célul: ez volt az „Omicron”.
A 7060 cm³-es, 91,5 LE-s, soros hathengeres motorral hajtott „Omicron” jellemzői a két vezérműtengely által közvetlenül működtetett felülfekvő szelepek, a teherhordó tengellyel készült hátsó híd és az alacsonyabb, sík padlólemez voltak.
A kétféle (rövid és hosszú) változatban készült „Omicron” hatalmas sikert aratott. A római közlekedési vállalat által átvett járművek közül sok – a vállalat és az utasok örömére – még mindig szolgálatban van, és némelyikük már-már csillagászati futásteljesítményt ért el: több mint kétmillió kilométert. Csak érdekességképpen, az „Omicron” alvóhelyes változata még az Algéria és Francia-Szudán között a Szaharán keresztülvezető úton is teljesített szolgálatot.
A Lancia a későbbiekben egy dízelmotort is gyártott ehhez a modellhez, egy 7000 cm³-es, 93 LE-s, öthengeres erőforrást, hogy alternatívát kínáljon a hatalmas benzinmotor mellett, ami – az „Omicron” rugalmassága és ereje ellenére – gazdaságtalanná tette annak üzemeltetését.
A harmincas években a Lancia a német Junkers cégtől megvásárolta egy másik dízelmotor gyártásának licencét is. Ez egy kétütemű, kéthengeres motor volt, hengerenként két szembemozgó dugattyúval, amit az új „Ro” teherautóba szereltek be. Ehhez a modellhez, amiből négy változatot gyártottak (kettőt polgári felhasználásra és kettőt katonai célra), csatlakozott 1935-ben a „Ro-Ro” és 1938-ban a „3Ro” egy öthengeres dízelmotorral.
A Lancia teherautók gyártása az Esatauval folytatódott, majd 1969-ben az Esagamma gyártásával ért véget.

## Hű a hagyományokhoz, nyitott az új igényekre
„Granturismo”: egy szó, amely felidézi az utazásnak egy erőtől duzzadó, kényelmes, elegáns és kifinomult, mégis soha nem hivalkodó autó volánja mögött tapasztalt kellemes érzését.
Akár egy Lancia. Stílus, amely nem akar páváskodni, hanem a diszkrécióra helyezi a hangsúlyt. A mechanikus rendszerek arra születtek, hogy a teljesítmény mellett biztonságot és vezetési élményt nyújtsanak. Ötletek, amelyek nem követik a divatot, hanem diktálják azt, olyan innovatív, alkalmanként forradalmi megoldásokat kínálva, amelyek elébe mennek a vásárlók ízlésének és a műszaki fejlődésnek. A Lancia több mint száz évvel az alapítása után is hű marad ehhez a küldetéséhez.
A vállalat szintén plusz figyelmet szentel annak az igénynek, hogy az autókat a lehető legnagyobb mértékben lehessen egyénibbé tenni – ez egy olyan igény, ami a tömegfogyasztást valamiféle „személyre szabott” tömegfogyasztássá alakítja át. A vásárlók legfrissebb igényeit bőségesen kiszolgálja a modellpaletta, és a kínálatban ugyanabból a modellből (Lancia Lybra) is több különböző változat (limuzin és kombi) szerepelt.
A Lancia odafigyel az új lehetőségekre is – ilyenek például az ún. piaci rések –, ahol a Lancia Phedra személyszállítóval és a praktikus Musával van jelen.
Képesnek lenni az innovációra anélkül, hogy megfeledkeznénk gyökereinkről. E kényes egyensúly megteremtése közben a Lancia képes volt megőrizni saját identitását, és megtalálni azt az életerőt, ami lehetővé tette számára a modellpaletta megújítását: a Lancia Thesistől, a Lancia Ypsilonon át, egészen a Musáig.